# مگس‌های پلشت
مگس‌ پلشت (نام علمی: Carnidae) گونه ای از راسته مگس هاست.
از این نوع حشره ۶ نژاد اصلی و بیش از ۹۳ گونه در جهان شناخته شده. اغلب گونه ها به اندازه ای بین ۱ تا ۲ میلیمتر هستند.
شباهت ظاهری این حشره‌ی ریز به جنین تازه متولد شده‌ی پستانداران و شاید گاو علت نامگذاری‌اش به carnidae و شاید زشتی و کراهت ظاهرش علت نامگذاری‌اش در فارسی به  پلشت باشد. کلمه پلشت در چندین فرهنگ لغت معروف مترادف پلیدی و ناپاکی‌ست و در فرهنگ عامیانه و کوچه بازاری این لغت برای الصاق برچسب بی ارزشی و بی فایده‌گی و بی ارزشی به افراد استفاده می شود.